# Paul McLean (rugbista)
Paul Edward McLean (Ipswich, 12 de octubre de 1953) es un empresario, directivo y ex–jugador australiano de rugby que se desempeñaba como apertura. Fue internacional con los Wallabies de 1974 a 1982.

## Biografía
Pertenece a una familia en las que sus cinco miembros, jugaron un total de 77 partidos para los Wallabies. La tradición la inició su abuelo Doug McLean quien jugó 3 partidos, los hijos de éste: Alex McLean disputaron 10 y Bill McLean 5 test matches respectivamente, y sus nietos: Peter McLean que compitió 16, Jeff McLean jugó 13 y Paul.
Paul además fue Presidente de la Australian Rugby Union de 2005 a 2009. En la actualidad es director ejecutivo de la inmobiliaria Savills.

## Selección nacional
Fue seleccionado a los Wallabies por primera vez en mayo de 1974 y debutó ante los All Blacks; en el que fue el último test match de su hermano mayor, Jeff. Posteriormente jugaría junto a su primo Peter.
Decidió retirarse en 1982 cuando perdió la titularidad de su puesto con la estrella Mark Ella. En total disputó 30 partidos y marcó 260 puntos; se encuentra dentro de los 10 máximos anotadores de su seleccionado.

## Palmarés
- Campeón de la Copa Bledisloe de 1979.
- Campeón del Australian club championship de 1974.
- Campeón de la Queensland Premier Rugby de 1973, 1974, 1975, 1978, 1980, 1981 y 1982.